# Triplett (Missouri)
Triplett – miasto w Stanach Zjednoczonych, w stanie Missouri, w hrabstwie Chariton.